# Chenillette Renault UE
 (septembre 2014).
La Chenillette Renault UE était un tracteur chenillé blindé léger, produit par la France entre 1932 et 1940.
En 1930, l'Armée française décide de développer un véhicule blindé léger capable de tracter et de ravitailler de petits canons et des mortiers. En 1931, un contrat est passé avec Renault pour ses chenillettes Renault UE, en même temps que ses tracteurs Renault RK. En 1937, parmi de nombreuses concurrentes, la chenillette Renault UE2 est choisie et améliorée en vue de sa production en grande série. Tous modèles confondus, plus de 5 000 exemplaires ont été construits, y compris ceux produits sous licence en Roumanie.
La chenillette UE faisait partie en 1939 de l'équipement standard de toutes les divisions d'infanterie françaises. La plupart des véhicules en service n'étaient pas armés. Celles qui furent capturées en 1940 par les Allemands connurent des utilisations diverses, avec l'adjonction de mitrailleuses, de canons antichars ou de lance-roquettes.

## Mise au point
Dès 1922, l'Armée de Terre française avait entrepris la mécanisation du plus grand nombre d'unités possible. Les contraintes budgétaires rendirent néanmoins improbables les projets visant à équiper toutes les unités de véhicules de transport ; mais la production de masse d'engins blindés plus petits destinés au ravitaillement ou capable d'embarquer des mitrailleuses ou des mortiers était du domaine du possible. Leur production fut retardée de quelques années, mais après l'échec cuisant en 1929 d'un prototype de tracteur automoteur guidé par un soldat à pied, il fut décidé de développer un seul type de véhicule destiné à ces deux types de missions. Au printemps 1930, plusieurs possibilités furent envisagées, parmi lesquelles le camion standard de 3,5 tonnes ou l'autochenille Citroën-Kégresse. Les Établissements Brandt, fabricants d'armes mais novices de la construction automobile, avaient commencé leur coopération avec le britannique Vickers afin de construire un engin capable d'emporter leur mortier Brandt Modèle 1927. L'armurier proposa en conséquence de produire, sous licence, une version modifiée de la chenillette Carden-Loyd Mark VI, plus petite et plus large, ainsi que leur remorque tout droit venue du Royaume-Uni, éléments destinés respectivement au ravitaillement et au transport d'armes. Le 24 juillet 1930, la Commission de Vincennes rejeta le camion et les autochenilles, jugés trop lourds, et opta après des essais satisfaisants pour le petit transport d'armement de type Vickers. Le 7 octobre, on convint de l'opportunité du développement de ce type de véhicule, baptisé du nom de Type N. On commanda des prototypes en décembre 1930 à trois entreprises : Renault, Citroën et Brandt. Renault indiqua néanmoins qu'elle ne comptait pas payer les droits de licence, sauf si l'État français l'en dédommageait totalement. Aussi, les trois entreprises furent invitées à produire des véhicules « similaires », et non des copies conformes. Les commandes portaient sur des tracteurs blindés et la remorque chenillée correspondante, ainsi que pour des remorques porte-char, destinées à permettre le transport du tracteur, tractée par un camion, avec la première remorque en remorque de la seconde.
Au printemps 1931, les prototypes étaient prêts pour le banc d'essai.
Les 10 et 17 décembre 1930 Brandt avait reçu la commande de six prototypes complets comprenant le tracteur, la remorque et la remorque porte-char. Afin d'honorer ses engagements auprès de Vickers, les remorques et un tracteur devaient être construits en Grande-Bretagne. Afin de se conformer à la commande, demandant que la production se fasse en France, Brandt confia la construction du nouveau tracteur aux Automobiles Industriels Latil, ayant trop peu d'expérience dans le domaine. Le prototype Latil, présenté le 7 juin 1931 devant la Commission, tenait beaucoup plus de l'exemplaire britannique, et ressemblait de près aux derniers Bren Carrier : chenillé, l'engin disposait d'une superstructure rectangulaire ouverte, afin d'assurer la plus grande capacité de chargement possible. Seule une petite partie de la zone moteur et du poste de pilotage était blindée sur le dessus. Le 17 juillet, la commission considérait le modèle prêt pour être essayé par la troupe.
Citroën avait reçu une commande pour six tracteurs prototypes, trois véhicules chenillés et trois semi-chenillés. Le premier prototype à pied d'œuvre, ne ressemblant en rien à la chenillette Carden-Loyd, était une toute petite autochenille équipée de chenilles Kégresse servie par le seul pilote, dont le poste de pilotage se trouvait à gauche du véhicule, protégé par une calotte blindée percée de fentes de vision, le moteur se trouvant à droite. Seul l'avant du véhicule était blindé. Présenté à la Commission de Vincennes le 24 juillet 1931, ses tests durèrent jusqu'au 29 juillet. La commission rapporta que le système de refroidissement connut des pannes et qu'il n'était pas possible de détacher la remorque sans sortir du poste de pilotage. Le 31 juillet, les deux autres half-tracks furent livrés, accompagnés des deux premières remorques. Le matériel fut rejeté comme étant trop vulnérable. Citroën arrêta le développement des véhicules chenillés, mais reconstruisit un de ses half-tracks en un prototype plus gros, devenant l'automitrailleuse de reconnaissance AMR Citroën Kégresse P 28, dont cinquante exemplaires furent produits.
Le premier prototype à être prêt fut celui de Renault, qui avait reçu commande de six jeux complets de prototypes. Il fut testé entre les 15 et 23 avril 1930. Quelques défauts découverts à cette occasion furent vite corrigés, pour de nouveaux tests le 3 juin. Un deuxième prototype, équipé de chenilles en caoutchouc, fut quant à lui testé entre les 28 avril et 12 mai de la même année. Le type de chenille choisi ici se montra toutefois trop fragile.

Ce projet était développé chez Renault sous le nom de Renault UE, UE étant un code à deux lettres utilisé à des fins de classification chronologique, sans plus de signification ; la petite remorque portait quant à elle le nom de Renault UK. Renault imita les suspensions Vickers avec double guide pour les chenilles. Ce type de suspension, nouveau pour Renault, fut breveté par la marque malgré son inspiration manifeste du système Vickers. Il permit de résoudre les sévères problèmes de saut de chenille que rencontrait le constructeur lorsqu'il tenta d'adapter ses propres systèmes de suspension, à guide unique, sur un véhicule chenillé devant évoluer à grande vitesse. Renault souhaitait en effet faire évoluer l'UE en un char léger, en lui ajoutant une tourelle. On notera que la coque du prototype ressemblait davantage à un châssis de char qu'à celui d'un véhicule de ravitaillement.
En octobre 1931, le Conseil Consultatif de l'Armement, fortement pressé par l'Infanterie pour arriver à une décision rapide, choisit le véhicule Renault pour mise en production, avant même que la procédure de test ne fut achevée. Le 9 décembre, une première commande fut passée pour cinquante chenillettes de ravitaillement d'Infanterie Modèle 1931 R. Le 26 mars 1932, une commande fut passée pour une présérie de cinquante remorques porte-char, dont la première fut livrée en juin. D'autres commandes furent passées par la suite, la production de masse débutant au deuxième semestre 1934. Les véhicules de série différaient de ceux de la présérie en cela qu'ils avaient une plaque d'identification comme véhicule de remorquage fixée sur le dessus, de nouveaux crochets de remorquage et un logement porte-bagages allongé au côté gauche. Au 1er janvier 1936, les commandes passées atteignaient un total de 793 unités, et environ 1 200 en juin de la même année ; 700 furent livrées d'ici juin 1936, 920 en octobre 1936, 976 au 1er janvier 1937. En décembre 1936, la branche armement de Renault fut nationalisée sous le nom d'AMX, poursuivant la production de la chenillette pour atteindre un total d'environ 2 200 exemplaires : par la suite, Berliet en construisit cent autres, et Fouga en construisit encore 300. Le Modèle 31 fut donc construit à hauteur de 2 600 exemplaires.

## Description

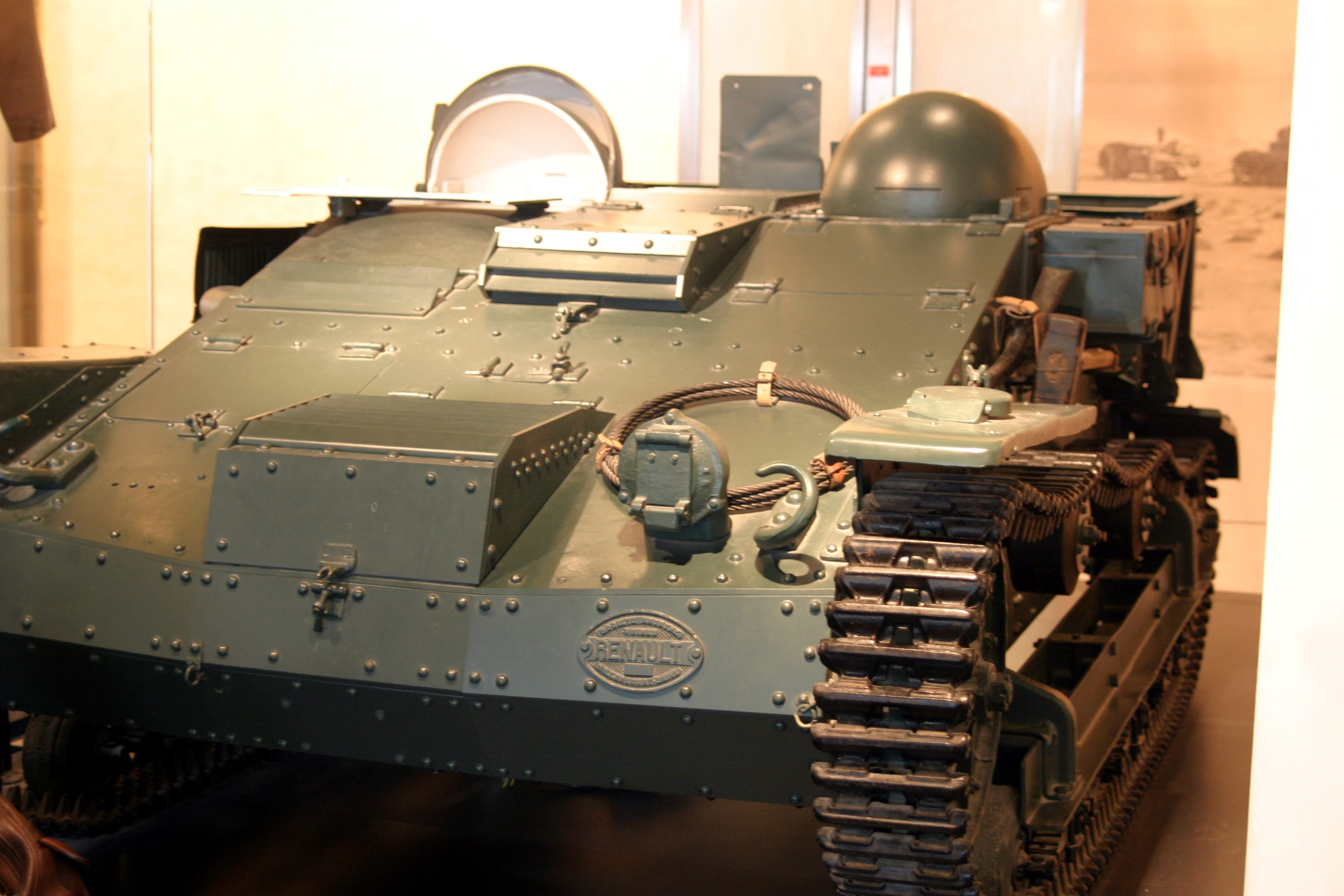
Une Chenillette de ravitaillement d'Infanterie Modèle 1931 R Renault UE au Musée de l'Armée à Paris. Cet exemplaire possède des garde-boue droits, des phares Restor et les crochets en queue de cochon des premières séries de production.

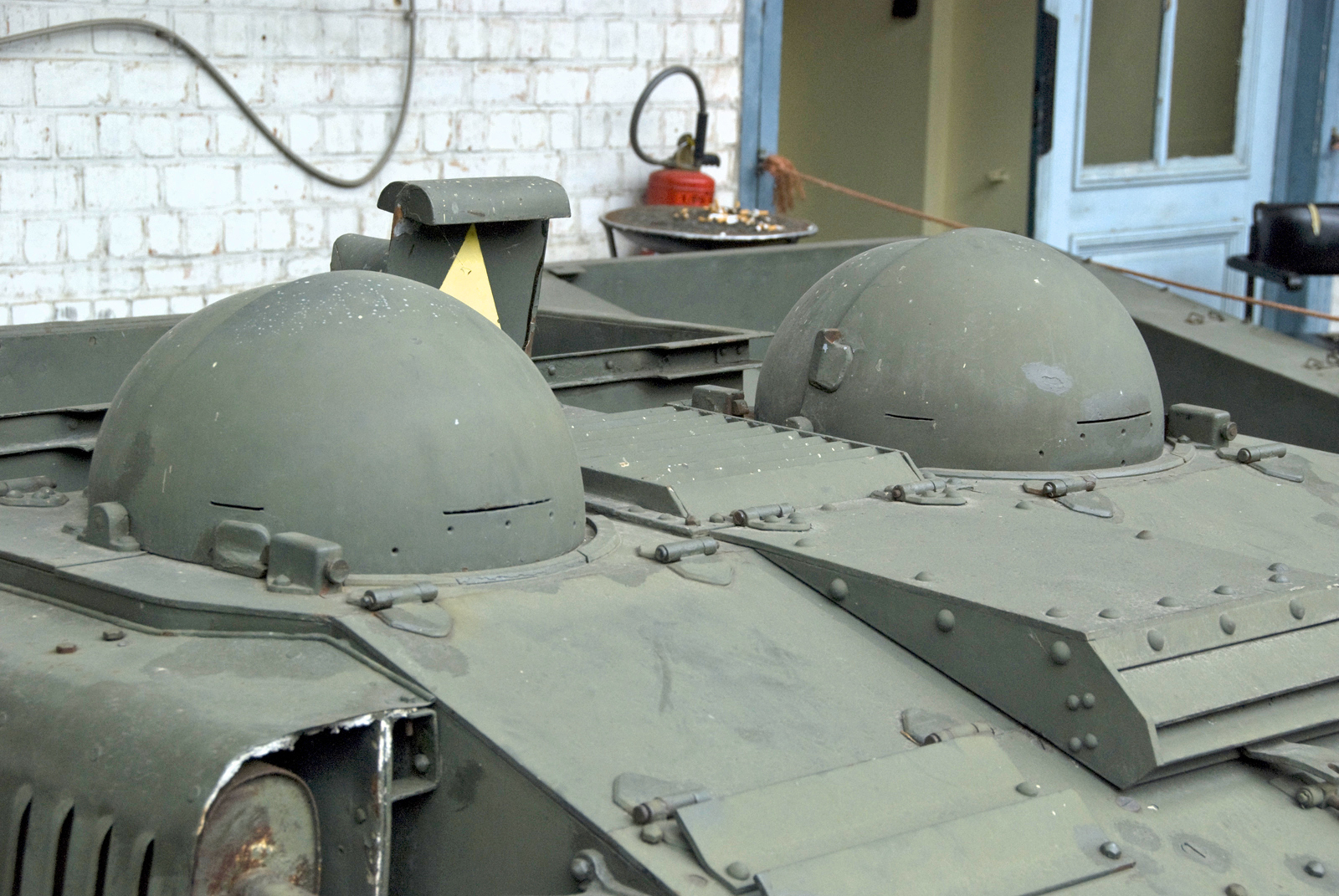
Les calottes. On peut y distinguer les fentes de vision.

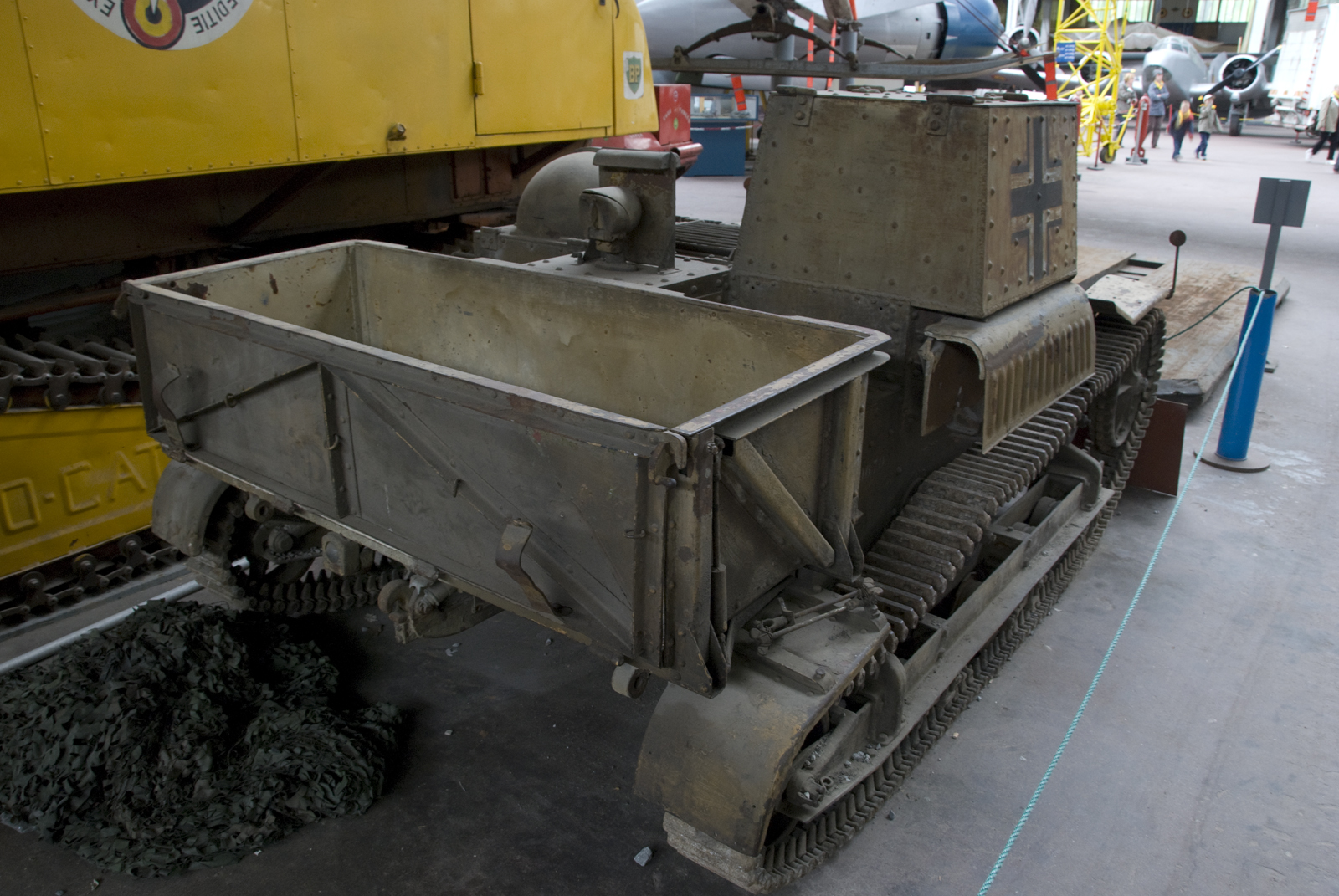
La benne.

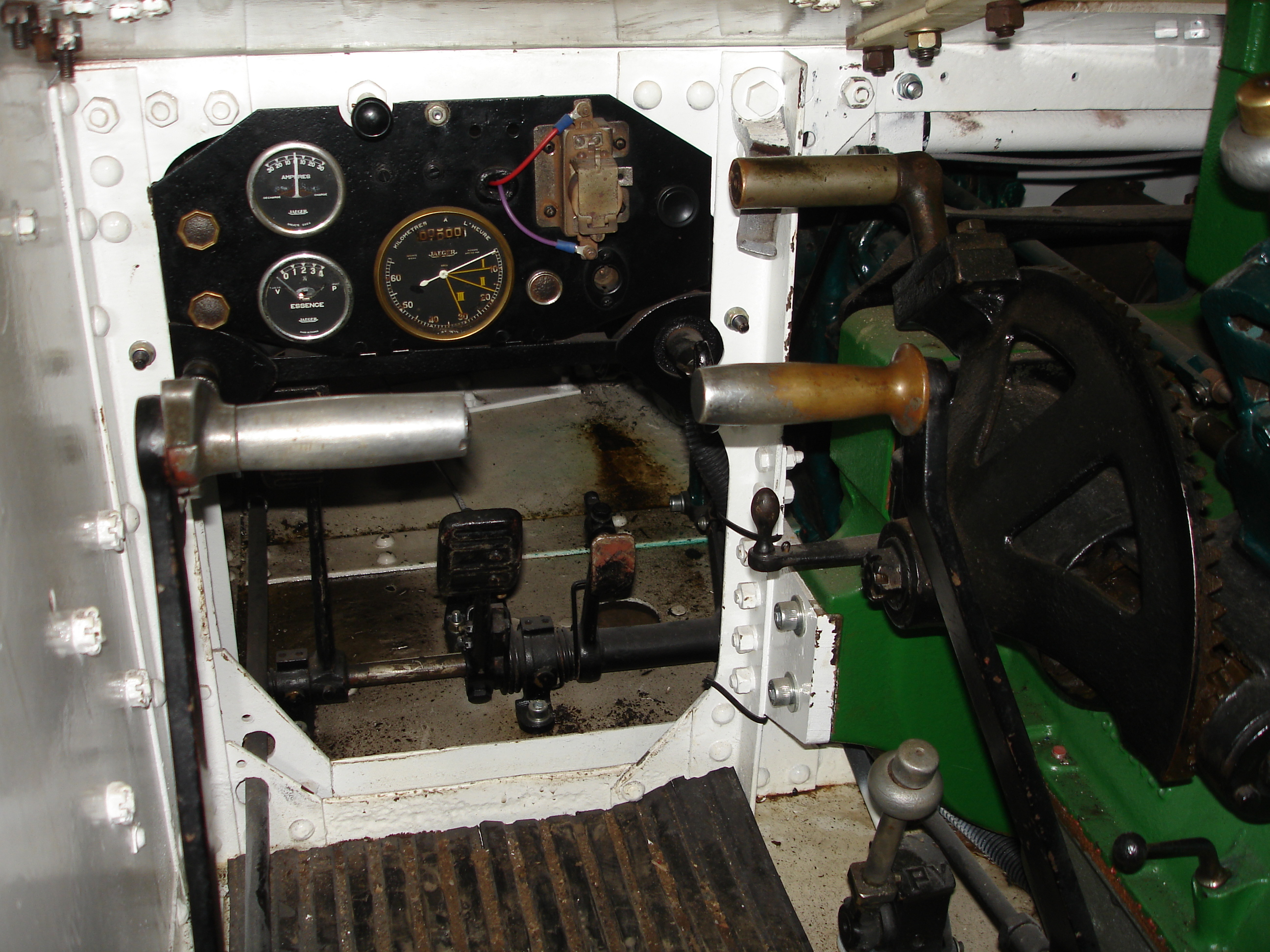
Le poste de conducteur.

La chenillette, également appelée « tracteur blindé » par Renault, est un tout petit véhicule. Longue de seulement 2,8 mètres et large d'1,74 mètre, elle est haute au plus point de 1,25 m, son toit atteignant tout juste 103 cm de haut. Sa charge utile est plutôt limitée avec, à l'arrière, une benne blindée de 145 cm de long - soit la largeur totale du véhicule à cet endroit - large de 60 cm et haute de 36 cm, et capable d'emmener une charge de l'ordre de 350 kg (soit moins que l'exigence initiale de 500 kg). Son déchargement est rendu plus simple par la possibilité d'incliner la benne ; la plaque arrière joue alors sur ses charnières, formant une pente sur laquelle le chargement peut glisser jusqu'au sol.
La charge principale reste toutefois transportée dans la remorque chenillée, proche copie de son homologue britannique : longueur 145 cm, largeur 110 cm et hauteur 35 cm. Pesant 775 kg à vide, la remorque peut emmener environ 600 kg de chargement — pour une exigence initiale de 400 kg seulement. Les chenilles peuvent être retirées pour un transport se faisant sur route, le roulement se faisant alors au moyen de deux roues de chaque côté.
La benne forme le compartiment arrière du véhicule. Le compartiment avant, plus grand, est quant à lui réservé à l'équipage et au moteur. Ce dernier, un quatre cylindres de 38 chevaux, est situé au centre, le pilote à sa gauche et le chef de char à sa droite. La boîte de vitesses (six vitesses en marche avant, deux en marche arrière), le différentiel et la transmission se trouvent devant le moteur. Ces parties mécaniques se trouvent sous deux soudages par bossages sur le blindage autre part très incliné du glacis, ces capots pouvant être retirés lors de leur entretien. Chaque membre d'équipage, installé sous une trappe constituant le seul point d'accès à son poste, a derrière lui un réservoir d'essence, ayant une capacité à eux deux de 56 litres, donnant au véhicule une autonomie de cent kilomètres. Le tuyau d'échappement passe devant le commandant pour aller se terminer dans un silencieux, le long du côté droit du véhicule. Sur les dernières séries produites, une plaque de blindage fut ajoutée sur ces organes ; mais la tendance à la surchauffe de cet élément conduisit, sur les tout derniers modèles, à ajouter des fentes de refroidissement.
Afin de limiter la hauteur de son véhicule, Renault ne permit pas à l'équipage de mettre la tête sous le toit de la caisse. Pour protéger toutefois leurs têtes, deux calottes hémisphériques blindées, composées de deux parties dont une mobile, furent installées au-dessus des sièges. Elles disposaient de fentes de vision, mais afin d'élargir le champ de vision, le quart de sphère mobile des calottes pouvait être escamoté, au cours d'un mouvement de basculement vers l'arrière, par-dessus la partie arrière fixe. Comme une barre structurelle séparant la partie supérieure et le glacis de la caisse aurait rendu difficile l'entrée dans le véhicule, les plaques sur charnières formant le glacis disposaient d'une extension formant la partie du toit qui venait juste devant les calottes. Une fois la demi-calotte avant escamotée et la plaque du glacis relevée, on avait ainsi devant soi un confortable accès à chacun des postes de l'équipage.

Le dispositif de communication utilisé à l'intérieur même du véhicule était très spécifique, et mérite de que l'on s'y attarde. Une fois les calottes rabattues, les deux membres d'équipage, séparés par le moteur, étaient dans l'incapacité de communiquer directement. Aucune radio interne ou externe ne pouvait les aider, puisque aucune radio n'était installée. Pour remédier à ce problème, un système de lumières blanche, bleue, verte et rouge, conçues pour pouvoir briller de manière continue ou pour clignoter, était utilisé par le chef de char pour commander le pilote. Le code prédéfini était le suivant :
- Marche en avant : Lumière blanche continue.
- À gauche : Lumière bleue continue.
- À droite : Lumière verte continue.
- Marche arrière : Lumière blanche clignotante.
- Ralentir : Lumière rouge clignotante.
- Arrêt : Lumière rouge continue.
- Détacher la remorque : Lumières blanche et rouge alternées.
- Incliner la benne : Lumières blanche et verte alternées.

Le système de roulement est très proche de celui proposé par Vickers. Il s'agit de chenilles de 18,4 cm de large, chacune composée de 131 petits maillons. Trois bogies de chaque côté, équipés chacun de deux petites roues utilisables sur route, constituent le train de roulement du véhicule. La suspension est assurée au niveau de chacun des bogies par des ressorts à lames. Le prototype disposait de plaques de blindage protégeant ces organes, mais elles furent omises lors de la production en série, afin de limiter le poids des véhicules, laissant à deux poutrelles métalliques le soin de rigidifier le tout. De la même manière, l'entraînement a été allégé : celle du prototype était constituée de barbotins pleins, alors que ceux des modèles de série avaient six trous circulaires ; les derniers modèles furent dotés d'une roue à six rayons. Deux tambours de retour complètent à chaque extrémité le train de roulement. Globalement, le système de suspension s'avéra trop léger et vulnérable. Ce problème fut officiellement contourné en limitant la vitesse maximale du véhicule à 30 km/h, bien qu'un poids de 2,64 tonnes et un moteur de 38 chevaux ait pu permettre une vitesse plus grande ; on atteignit ainsi les 36 km/h durant les tests. La limitation de vitesse limita également le nombre d'accidents lors de remorquages ; à pleine charge, la vitesse était réduite à 25 km/h sur route, et à 10 km/h en tout-terrain. La chenillette permettait un franchissement à gué de 30 centimètres, un franchissement de tranchée de 120 centimètres, son rayon de giration était de trois mètres, et elle pouvait gravir des pentes à 50 %.
La chenillette fut d'une utilité limitée en tant que véhicule blindé de combat. En service dans l'Armée française, le Modèle 31 n'était pas armé, même si certains exemplaires de fin de série furent dotés de points d'ancrage pour une mitrailleuse anti-aérienne amovible, laquelle devait toutefois être servie depuis l'extérieur du véhicule, dans une position couchée des moins confortables. De plus, il était pratiquement impossible aux membres d'équipage d'utiliser leur armement portatif à travers les fentes de vision des calottes. On pensa un moment équiper ces véhicules d'une mitrailleuse, mais la Direction de l'Infanterie craignait qu'en pareil cas, la chenillette soit utilisée comme char léger plutôt que comme véhicule de ravitaillement, conformément à son application tactique originelle. Pour la même raison, le blindage était très réduit. Les plaques verticales étaient épaisses de 9 mm et les autres, toutes assemblées par rivetage, faisaient 6 mm d'épaisseur, soit juste assez pour stopper des éclats d'obus ou des balles de fusil.

## Développements ultérieurs

### Le Modèle 1937

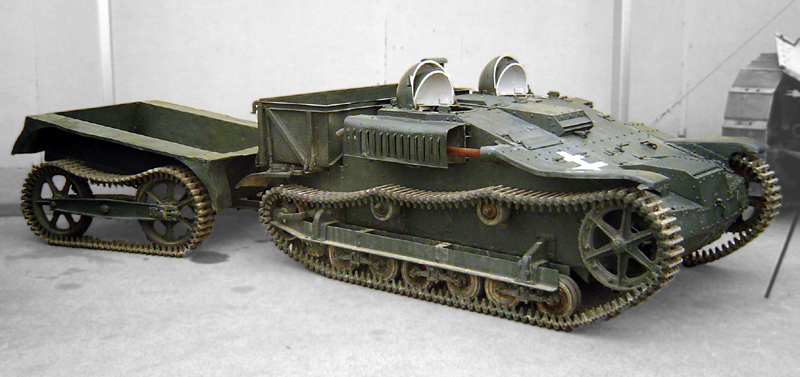
Renault UE2 avec la remorque Renault UK au Musée des Blindés de Saumur ; le garde-boue avant incurvé indique qu'il s'agit probablement d'une Modèle 37 ; les organes de la mécanique interne sont ceux des derniers modèles.

À partir de 1935, en réaction au réarmement allemand, l'Armée de Terre se lance dans un vaste programme de modernisation et d'expansion. Dans ce programme, il était prévu de remplacer la Chenillette Modèle 31 par un modèle amélioré, tout en conservant un poids limite de 2,6 tonnes, soit le poids du modèle existant. 
L'industrie française se trouvait alors très intéressée pour le développement de ce nouveau véhicule, et en 1937 cinq entreprises proposèrent leurs prototypes, à savoir Lorraine, Hotchkiss, Fouga, Berliet et Renault.
Lorraine-Dietrich, entreprise spécialisée dans la fabrication de matériels ferroviaires, présenta à la Commission de Vincennes son tracteur accompagné de sa remorque le 23 avril 1937. 
Le prototype fut testé du 28 avril au 10 juin suivants. Bien que plus lourd de quatre tonnes que le poids demandé, le modèle est approuvé par la commission le 8 juillet, avec une extension de la période de test jusqu'au 23 août. 
En comparaison du Modèle 31 de Renault, la chenillette Lorraine ressemblait plus à un véhicule conçu pour le ravitaillement. Ses dimensions plus généreuses lui donnant une plus grande charge utile, un meilleur confort pour l'équipage et une autonomie accrue, tandis que ses suspensions, avec ses deux bogies et quatre véritables roues lui assurant une bonne mobilité. 
Le 8 septembre, la commission arrivait à la conclusion selon laquelle rien ne s'opposait désormais à la production en série du modèle. La Commission de l'Infanterie de Mourmelon avait en effet déjà vu le prototype le 25 août précédent pour son évaluation en manœuvre. 
De manière claire, l'infanterie était très favorable à ce type de véhicule, mais vu le manque de tracteurs lourds dont elle souffrait à ce moment-là, tous les moyens de production furent consacrés à celle du Lorraine 37L, plus grand. Ainsi, une première commande de 100 unités, passée début 1939, fut modifiée en septembre au profit de la Lorraine 37L.
Le 3 novembre 1937, Hotchkiss présente à son tour son prototype de tracteur, suivi le 10 décembre par sa remorque. Toutefois, sur chacun de ces véhicules, le constructeur n'avait fait aucun test préalable à la présentation à la Commission. Ils avaient été expédiés à Vincennes dès leur fabrication finie. 
De ce fait, la Commission ne débuta ses tests que le 27 décembre, permettant ainsi à Hotchkiss de faire ses derniers réglages sur le camp de base. Le tracteur subit les tests jusqu'au 10 février 1938.
Le modèle présenté ressemblait pour beaucoup à la chenillette Renault UE. 
La principale différence résidait en la présence de deux bennes plutôt qu'une, capables de s'incliner latéralement, placées sur l'arrière des garde-boue. Cette modification permettait de doubler la charge utile. 
Plutôt que deux petites calottes, deux très grosses plaques de blindage, escamotables vers l'arrière, servaient à la fois pour la vision et pour l'accès aux postes de combat. Le moteur, le différentiel et la boîte de vitesses furent jugés acceptables. 
Néanmoins, les suspensions furent jugées trop faibles, n'ayant pas été renforcées pour pouvoir supporter le surplus de charge, afin surtout de rester dans la limite de poids demandée. Il s'agissait de deux bogies de chaque côté, comportant chacun deux petites roues, soutenus par d'étroits ressorts hélicoïdaux horizontaux. Une grande roue de tension, touchant le sol, accompagnait le tout, ce qui permettait de limiter la pression au sol afin de compenser le poids des bennes, mais aussi pour renforcer la résistance des chenilles. 
La vitesse en tout-terrain atteignait à peine 15km/h. Durant les tests, à pleine charge, les bogies s'étant effondrés, le prototype fut rejeté.
Le fabricant d'avions Fouga proposa ses prototypes le 9 février 1939, lesquels subirent leurs tests jusqu'au 8 mai. Ces véhicules ressemblaient eux aussi pour beaucoup aux Renault UE, mais avec une caisse plus haute, rendant les calottes inutiles et permettant une charge utile plus grande. Deux bogies de chaque côté, dotés chacun de deux roues, soutenus par des ressorts à lames, constituaient les suspensions du tracteur. 
Le refus du modèle par la commission fut motivé par le design général, l'arrivée trop tardive du prototype, la difficulté d'accès des organes moteurs et le niveau de vibrations trop élevé.
Berliet reçut commande d'un prototype le 4 décembre 1936. Toutefois, tracteur et remorque ne furent présentés à la commission que le 6 mars 1939, date à laquelle les tests démarrèrent. À nouveau, il s'agissait d'un projet très proche de la chenillette UE, avec une caisse plus haute. Cette fois-ci, les suspensions étaient composées de trois bogies dotés chacun de deux roues, soutenues par des ressorts hélicoïdaux horizontaux. D'un poids de 3,05 tonnes, sa vitesse de pointe atteignant 36 km/h, et d'une autonomie de 143 kilomètres, le premier rapport émis à son sujet par la Commission était favorable. Les essais reprirent du 24 avril au 20 mai. 
Il en apparut que le tracteur pouvait atteindre la vitesse de 30 km/h même avec sa remorque. La commission concluait, le 8 juin, que la chenillette Berliet surclassait le modèle Renault UE en termes de vitesse, d'autonomie et de fiabilité mécanique, et ne voyait aucun inconvénient à sa mise en production. Toutefois, l'Armée refusa, désireuse de concentrer les efforts de production sur un modèle unique ayant déjà remplacé l'UE, à savoir l'UE 2, de conception Renault.
Depuis 1931, Renault quant à elle avait continué à améliorer sa chenillette UE. Quelques équipements complémentaires avaient été ajoutés aux séries de production successives. Des prototypes sortaient de temps à autre, tandis que d'autres idées restaient sur la planche à dessin. 
Renault faisait continuellement pression auprès des décideurs afin d'obtenir des commandes d'État, ainsi que le financement qui va avec, pour ces développements. Ainsi, le 20 décembre 1934, l'entreprise parvint à en obtenir une pour une version améliorée de la chenillette UE, la future Renault UE 2. 
Entre 1935 et 1936, les éléments améliorés furent soumis un par un à la Commission de Vincennes, pour coller au plus près aux exigences de l'Armée.
Furent ainsi modifiés les pistons, renforcés ; la boîte de vitesses, avec désormais quatre rapports et une marche arrière ; le différentiel, renforcé également ; les garde-boue avant, allongés et disposés de telle façon qu'ils se trouvent en continuité avec le glacis ; un nouveau système semi-automatique pour l'attachement de la remorque et un feu de nuit à l'arrière gauche du véhicule. 
Ces modifications ne sont pas fondamentales — la Commission n'était pas persuadée que cela aboutisse sur un nouveau type — mais Renault utilisa l'argument suivant pour que l'UE 2 soit choisie comme véhicule de remplacement : les améliorations proposées pouvaient être introduites sur les lignes de production sans les arrêter, alors qu'une modification plus complète du design risquerait de faire prendre un retard irrécupérable au programme de réarmement. 
Cela s'avéra être un argument de taille pour l'Armée qui, en novembre 1937, choisit de jeter son dévolu sur l'UE 2, laquelle prenait désormais son nom de production, la Chenillette de ravitaillement d'Infanterie Modèle 1937 R. Commande fut passée à AMX — ancienne usine Renault d'Issy-les-Moulineaux, nationalisée — le 3 décembre. 
Les autres fabricants furent également mobilisés : Fouga avait même déjà reçu la commande le 2 décembre ; Berliet devait recevoir la sienne le 16 mars 1938.
Les constructeurs ne mirent toutefois pas immédiatement le Modèle 37 en production ; ils préférèrent produire des Modèles 31 afin de finir les premières livraisons. C'est seulement à l'été 1939, alors que l'économie française se mettait réellement à plein régime pour l'effort de guerre, que progressivement l'on passa à l'UE 2, bien que certains éléments innovants, comme les garde-boue, avaient été intégrés à la production dès l'été 1936. 
À partir de l'été 1937, le phare Restor était remplacé par le phare blindé Guicherd. 
L'Armée ne faisait toutefois pas la différence entre les deux types d'UE et du coup, dans les statistiques, toutes les chenillettes recevaient le complément de dénomination Modèle 31. Au 1er septembre 1939, 2 848 Renault UE, tous modèles confondus, étaient déjà sorties des lignes de production. 
En 1940, la production devait d'établir à 300 unités par mois. Afin d'assurer de tels chiffres, Renault acheta l'usine SUP de Pontlieue, afin d'y établir une nouvelle ligne d'assemblage pour UE 2. Au 1er avril 1940, AMX avait fabriqué 1 080 Renault UE2, Fouga 260 et Berliet 310. En mai, le nombre de chenillettes livrées par mois s'établissait à un total de 509, ce qui avait été rendu possible en vidant les ateliers de tout stockage de matériel. Au 1er juin, un total de 4 977 chenillettes avait été fabriqué, pour 4 557 livrées. 
La production totale destinée à la France fut d'environ 5 148 unités, en supposant qu'environ 2 300 véhicules furent réalisés après le 1er septembre. 
Durant les années 1970, il était pensé à tort que la production d'avant décembre 1937 - identifiée par erreur à celle des Modèles 31 — n'avait pas été incluse dans ce chiffre. De fait, la production totale resta longtemps surestimée, de l'ordre de 6 200 tracteurs.

### Les chenillettes armées de Renault
Au début des années 1930, la cavalerie française avait besoin de véhicules de reconnaissance légers. Le 27 novembre 1931, la Section Technique de la Cavalerie demanda à Renault de reconstruire un de ses six prototypes de chenillette en une version armée. Le prototype No 77982 fut ainsi converti en une Automitrailleuse légère de contact tout-terrain durant l'hiver 1932, en lui ajoutant une petite superstructure rectangulaire comportant à l'avant une rotule emmenant une mitrailleuse servie par le chef de char ; la calotte surmontait l'ensemble ainsi décrit. Jugé trop lente, cette version fut refusée par la cavalerie, mais après quelques modifications, l'AMR 33 de Renault, char léger de cavalerie, fut adopté par cette dernière, l'UE en constituant son ancêtre direct.
Dans le même temps, Renault était toujours en quête de commandes à l'export, sans toutefois obtenir beaucoup de succès. Afin de rendre plus attractive sa chenillette UE, Renault commercialisa sa version avec mitrailleuse embarquée. 
En mars 1936, le gouvernement de la République de Chine passa une commande de dix chenillettes armées de mitrailleuses, en même temps qu'une commande pour douze chars Renault ZB. Bien que ces chars arrivassent en Chine en 1940, les chenillettes furent débarquées à Haïphong en 1938, la France cédant sous la pression japonaise. Il semblerait qu'elles aient été confisquées par les autorités françaises d'Indochine en 1940. Avec ces véhicules exportés, le nombre d'unités produites s'élève alors à 5 158.
Au cours de la Bataille de France en mai 1940, la situation se dégradant rapidement, une commande fut passée demandant d'armer tous les châssis chenillés disponibles et de les envoyer au front. Cela concernait les caisses de Renault FT dont on avait retiré les tourelles pour s'en servir de véhicule de service, les Renault ZT 4 n'ayant pas encore reçu de tourelle ainsi que les Renault UE Modèle 37 produites jusqu'alors. 
Le 25 mai, la Direction d'Infanterie demande à Renault de produire un prototype à partir de la série expédiée en Chine, avec superstructure équipée d'une mitrailleuse. 200 autres véhicules existants furent également rééquipés simplement avec un affût ajouté sur la caisse pour une mitrailleuse MAC 31 "Reibel". On ne sait pas avec précision le nombre exact de véhicules qui reçurent l'une ou l'autre de ces adaptations, mais un modèle avec superstructure existe toujours.
Le 31 mai, un canon Hotchkiss de 25 mm SA 34 fut monté sur une chenillette pour une série d'essais. Cette tentative déboucha sur une commande passée le 10 juin pour 150 de ces chasseurs de chars, dont aucun ne fut construit.

### La Senileta Malaxa Tip UE
En 1937, la Roumanie, qui faisait encore partie des alliés de la France, acheta une dizaine de chenillettes UE et obtint une licence pour produire des Renault UE. 
Fin 1939, la production démarra, à l'usine Malaxa de Bucarest, sous le nom de Senileta Malaxa Tip UE, en utilisant de nombreuses pièces arrivant directement de l'usine AMX. 
Les UE roumaines étaient identiques aux UE 2 françaises d'aspect extérieur. On pensa produire 300 tracteurs, mais en mars 1941, alors que seules 126 unités avaient été produites, la production stoppa, du fait de l'absence de pièces françaises. L'Allemagne fournit alors cinquante Renault UE capturées à son allié roumain.

Dans l'Armée roumaine, la chenillette fut employée au sein des compagnies antichars, tractant un canon Schneider Modèle 1936 de 47 mm - soit un canon bien plus lourd que ceux tractés par la chenillette en France, où elle était considérée comme étant trop légère pour pouvoir tracter une telle pièce — et comme ravitailleur en carburant et en munitions au sein des Régiments de Cavalerie Motorisée. 
Après 1943, des cinquante véhicules survivants, trente-trois furent employés pour l'entraînement des troupes, les dix-sept autres étant renvoyées à l'usine Malaxa pour être reconstruites entre janvier et mars 1944, les modifications apportées lui permettant de tracter le canon antichar allemand PaK 38 (L/60) de 5 cm. Si l'on comptabilise les véhicules roumains, y compris ceux importés, on obtient un total de 5 294 chenillettes UE produites, tous types confondus.

### Autres projets
- Un des six prototypes de l'UE initialement présentés par Renault à la Commission de Vincennes était équipé de chenilles en caoutchouc. En 1932, cette option de développement fut poussée plus loin, dans le but de refonder le véhicule en une chenillette Renault UE Neige, ou Renault UE N. Pour une meilleure traction, ce modèle disposait de suspensions améliorées et de chenilles plus larges, et d'un moteur à six cylindres plus puissant.
- Au milieu des années 1930, Chaubeyre produisit un prototype de véhicule capable de déployer des écrans de fumée, le générateur de fumée utilisant un réservoir de mille litres placé dans la remorque Renault UK. Le système devait être pilotable depuis le poste de commandement de la chenillette.
- Après les grandes commandes passées en 1937, AMX et le bureau d'études de Renault, lequel n'avait pas été nationalisé, tentèrent d'amener de nouvelles améliorations aux unités produites. Certaines d'entre elles seront intégrées sur l'UE 2, mais elles furent d'importance mineure.

Pourtant, des améliorations bien plus fondamentales furent proposées, visant à résoudre les nombreux problèmes de suspensions, ces problèmes constituant la raison même pour laquelle Berliet et Fouga tentaient toujours d'obtenir l'accord pour leurs propres chenillettes, même après que la Commission de l'Infanterie eut porté son choix sur l'UE 2. Ils espéraient en effet que l'UE serait abandonnée en même temps que l'UE 2. Afin d'être en mesure de présenter immédiatement des solutions alternatives, dans le cas où le besoin s'en ferait sentir, AMX et Renault développèrent des suspensions plus solides.
- En février 1938, Renault présenta à la Commission de Vincennes des chenilles plus solides, accompagnées de roues plus résistantes ; les améliorations visaient également à rendre les trains de roulement étanches. Ces équipements furent testés du 12 février au 6 juillet, puis de nouveau entre le 21 septembre et le 21 novembre.
- En juillet 1938, le prototype d'une chenillette rallongée fut présenté par Renault. Ce prototype disposait d'un quatrième bogie, ce afin de permettre de réduire la pression au sol, et d'une troisième roue de soutien. Afin d'économiser du poids et de mieux absorber les chocs, le nombre de feuilles des ressorts à lames fut réduit de six à trois. Bien entendu, les chenilles se trouvaient également allongées, passant de 131 à 156 maillons. La benne se trouvait quant à elle allongée (72 centimètres), mais resserrée (123 centimètres de large). À l'intérieur, on installait un nouveau modèle de ventilateur centrifuge. La longueur totale du véhicule passait à 335 cm, son poids à 3,67 tonnes.

Les essais eurent lieu entre le 13 juillet 1938 et le 8 février 1939, au cours desquels le véhicule connut à nouveau des modifications. La vitesse de pointe sans remorque se trouvait réduite à 32,7 km/h ; sans surprise, le franchissement de tranchée se trouvait porté à 160 cm. Comme les sorties d'air se trouvaient placées plus haut, la chenillette pouvait franchir un gué de 45 cm. Toutefois, la principale attente, à savoir des suspensions plus fiables, ne fut pas comblée. Les chenilles sautaient toujours, leurs guides se pliaient, les amortisseurs cassaient et parfois des bogies entiers cisaillaient, tout comme cela s'était passé précédemment sur le modèle initial.
- Le 22 novembre 1938, AMX présenta sa nouvelle chenille, équipant seulement le côté droit d'un véhicule d'essais, afin de pouvoir établir des comparaisons directes avec l'ancien type de chenille. Après 1 500 kilomètres, l'ancienne chenille était totalement usée ; la chenille AMX fut alors posée sur un deuxième véhicule, le 9 janvier 1939. Ce n'est qu'après 3 700 kilomètres, le 21 mars, que la nouvelle chenille rendit l'âme.

La Commission put conclure que le nouveau type de chenille était nettement plus robuste que le précédent. Toutefois, ces performances étaient causées par l'usage d'acier au chrome, 70 % plus cher, ce que l'Armée française ne pouvait pas s'offrir.
- Le 27 septembre 1939, AMX proposa ses nouvelles suspensions. Elles ressemblaient à celles du char Renault R-35, avec deux bogies, des ressorts horizontaux — dans ce cas un ressort à huile — et cinq roues au sol de chaque côté. Le prototype disposait également d'un nouveau radiateur Chausson et de sièges suspendus plus confortables pour l'équipage.

Le nouveau type ne fut toutefois pas admis immédiatement pour les tests ; ce n'est que lorsque Renault proposa un autre prototype, possédant quant à lui sept roues au sol - une roue supplémentaire ayant été logée dans l'espace créé en reculant un bogie de 20 centimètres vers l'arrière — les deux véhicules furent testés simultanément, du 7 au 23 février 1940. Il fut alors mis en évidence que la suspension AMX, bien que plus robuste, avait des effets délétères sur les performances générales du véhicule ; la vitesse et l'autonomie se trouvaient ainsi affectées à hauteur de 15 %, effet principalement dû à une mauvaise répartition du poids. Les nouveaux sièges, bien qu'apportant clairement un meilleur confort à l'équipage, étaient trop hauts, empêchant un soldat de taille moyenne de fermer la calotte. En parallèle, les nouvelles suspensions Renault n'offrant pas de meilleures performances que les précédentes en termes de limitation des vibrations ou de fatigue de l'équipage, les améliorations sur les modèles se trouvèrent de fait recalées, et ne purent être adaptées sur les véhicules existants. La sanction s'abattit ainsi sur le modèle AMX le 11 avril 1940, jugé inacceptable pour la production en série.
- En 1939, Renault proposa à l'Armée un « cheval mécanique », c'est-à-dire un engin chenillé capable de suivre au pas une colonne de fantassins. Le Renault DAB1, reprenant le train de roulement et les chenilles de l'UE2, est testé au début de la Seconde Guerre mondiale mais n'est pas adopté.

## Emploi
La Renault UE fut employée au début de la Seconde Guerre mondiale par l'Armée française, puis passa au service de l'Armée allemande, et dans une moindre mesure aux Français Libres et aux Forces roumaines ainsi qu'à d'autres contingents armés.

### En France

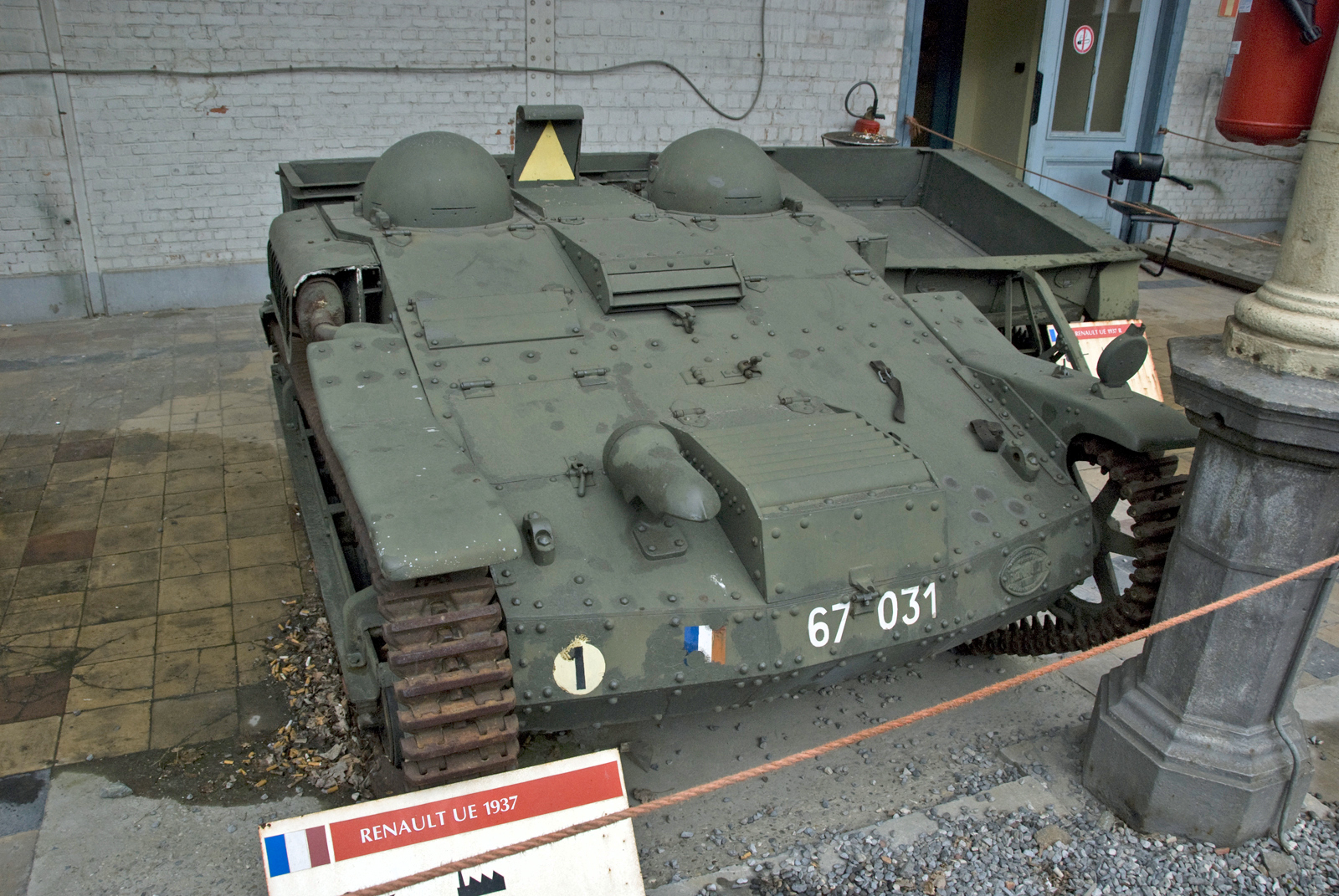
Une Renault UE au Musée de l'Armée à Bruxelles.

La chenillette fut majoritairement allouée aux Régiments d'Infanterie classiques, les premières arrivant le 10 septembre 1932. Six chenillettes présentes dans la Compagnie Hors Rang (compagnie ne dépendant d'aucun bataillon, servant à la fois au ravitaillement régimentaire, de groupe chargé de la maintenance du parc automobile et de l'armement et de troupe de réserve) et trois autres au sein de la Compagnie Régimentaire d'Engins (CRE), compagnie de soutien lourd régimentaire. Leur principale mission officielle était celle de véhicule d'approvisionnement devant aller ravitailler en munitions et autres denrées les positions à l'avant de la ligne de front lors des frappes d'artillerie. Leur blindage léger était suffisant pour stopper les éclats d'obus, ainsi que les balles de fusil ou de mitrailleuse tirant à plus de 300 mètres.
Avec sa charge utile de près d'une tonne (350 kg dans la benne et 600 dans la remorque), elle emmenait par exemple des chargements d'obus pour les mortiers de 81 mm Brandt, pour des canons antichars Hotchkiss de 25 mm ou des munitions pour mitrailleuses et autres armes d'infanterie. Pour signaler qu'elle tractait un chargement, le tracteur pouvait ériger une petite plaque d'acier rectangulaire sur son toit, avec peint dessus un triangle jaune sur un fond bleu. Le reste du véhicule était normalement peint dans une teinte vert bronze mat, n'utilisant pas les motifs à trois ou quatre couleurs intriquées alors typiques dans blindés français. Les positions les plus avancées devaient être ravitaillées par la chenillette seule ; la benne, bien que de dimensions réduites, pouvait toujours emmener 150 coups de 25 mm ou 2 688 balles de mitrailleuse. Les servants de mortier ou de canon étaient supposés déplacer seuls leurs pièces si la distance à parcourir était inférieure à 1 000 mètres, sinon, ils pouvaient être ramenés, deux par deux, par des UE lors de déplacements plus longs ; ainsi, quatre mitrailleuses pouvaient être chargées à la fois. Le canon de 25 pouvait quant à lui éventuellement être tracté. Comme la cabine était trop petite pour accueillir les servant de l'arme, ceux-ci devaient suivre à pied le véhicule ; le chef de pièce s'asseyait durant cette manœuvre à côté du pilote, afin de lui indiquer la nouvelle position à atteindre. Il s'agit là de la seule occasion, au sein des Régiments d'Infanterie, où l'équipage était véritablement composé de deux personnes. Le reste du temps, le pilote était seul, bien qu'un assistant lui soit normalement confié. Une chenillette n'était ainsi jamais attachée à une arme en particulier ; chaque canon de 25 mm disposait ainsi de son propre attelage hippomobile pour le remorquer lors des transferts hors zone de combat. Pour les déplacements plus longs, les chenillettes étaient censées être chargées sur camion, accompagnées de leurs remorques, comme prévu lors de son passage devant la commission de Vincennes. Ces grandes remorques ne devaient toutefois jamais recevoir de tels chargements ; elles servirent uniquement pour de petits déplacements, chaque régiment disposant d'une remorque pour quatre chenillettes, soit deux par régiment, et ne furent utilisées que pour évacuer des chenillettes défaillantes. En pratique, on préféra souvent déplacer la petite remorque au moyen de la grande, et pas la chenillette elle-même, car dans ce dernier cas le convoi devait réglementairement ne pas dépasser les 15 km/h.
Chaque Régiment d'Infanterie disposait ainsi au total de neuf chenillettes Renault. La Compagnie Divisionnaire Antichar (CDAC) avait elle aussi trois chenillettes à sa disposition, soit un total de trente Renault UE pour une Division d'Infanterie au complet.

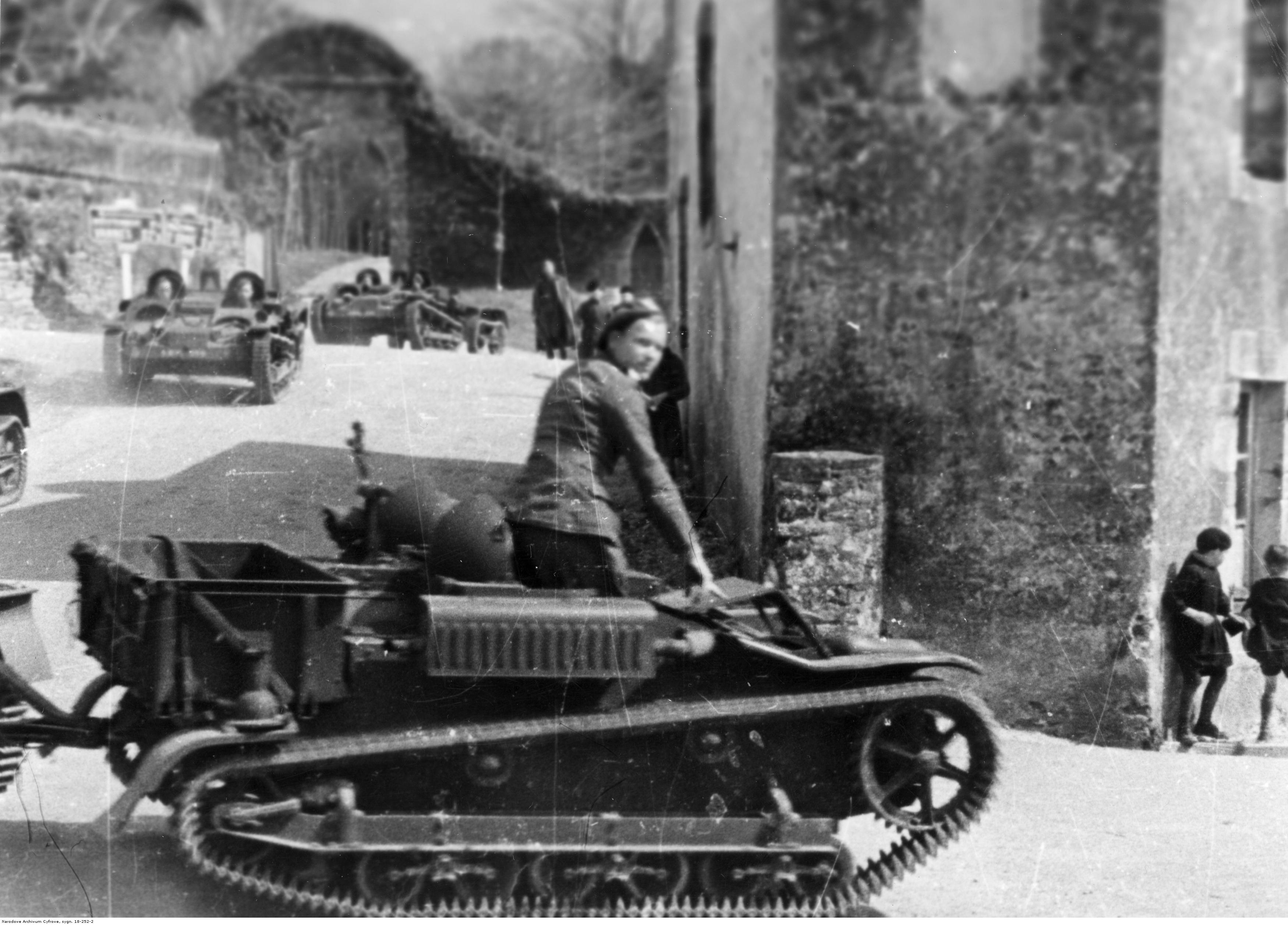
Colonne de UE de la 10E Brigade de cavalerie blindée polonaise en France en 1940.

Au sein des Divisions d'Infanterie Mécanisée (DIM), les chenillettes se trouvaient être bien plus nombreuses. Leurs Compagnies Divisionnaires Antichar disposaient de douze chenillettes, une pour chacun des canons de 25 mm — et cette fois-ci chaque canon disposait de son tracteur blindé. Leurs CRE disposaient de six Renault UE, à nouveau une par canon de 25 et chaque bataillon avait au sein de ses Compagnies d'Accompagnement deux Renault UE pour servir ses deux mortiers Brandt et ses deux canons de 25. Les Régiments d'Infanterie Mécanisée disposaient ainsi chacun de dix-huit chenillettes, soit 66 unités pour chaque DIM.

Ces chiffres représentent les standards officiels, mais en réalité le nombre et l'usage fait des chenillettes au sein de ces grandes unités varia considérablement, dépendant également du changement en cours du canon de 25 mm par le Brandt de 47 mm, considéré comme étant trop lourd pour être remorqué par le chenillette.
Au total, l'Armée française était censée disposer organiquement parlant d'environ 2 500 Renault UE. Lorsqu'en septembre 1939, le nombre de véhicules produit dépassa ce besoin théorique, les Modèle 31, pratiquement toutes déjà complètement usées, furent progressivement retirées du service. Ces vieux véhicules furent parfois non officiellement réappropriés par le génie ou l'artillerie où elles servirent à toutes les tâches. Le nombre de véhicules en dépôt au 10 mai 1940 était ainsi de 1 278.
Après l'Armistice, demeurant en principe un véhicule non armé, l'usage de la Renault UE fut permis par les autorités allemandes à la France de Vichy. L'engin servit lors de divers engagements au sein des colonies, tant du côté de la France Libre que de l'Armée de Vichy. Après le Débarquement, quelques véhicules furent utilisés par les troupes régulières et irrégulières françaises en France. Après guerre, quelques unités en conservèrent dans leurs rangs pour quelques années encore. Certaines de ces machines furent encore utilisées par l'Armée syrienne.

### Allemagne

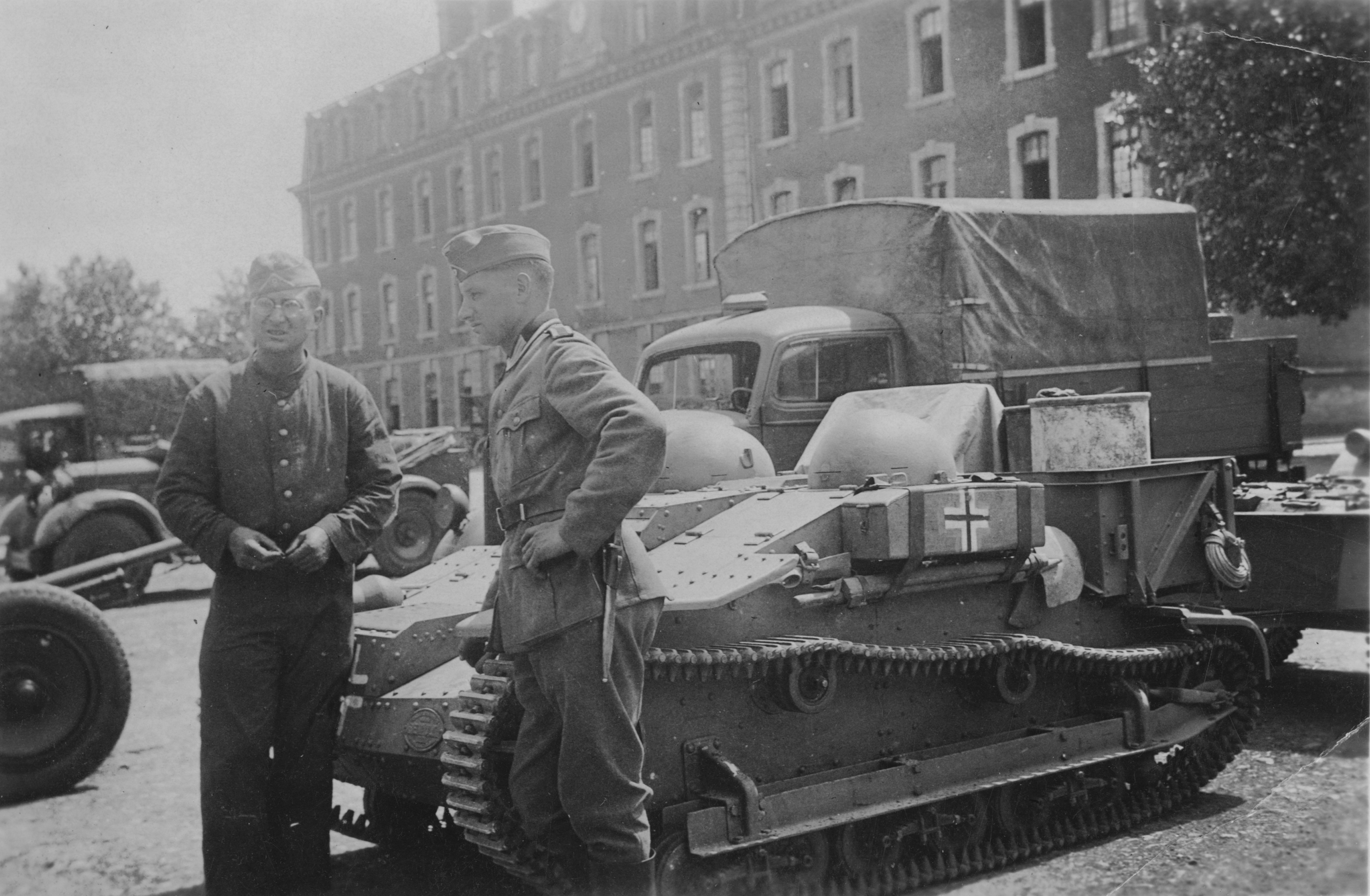
UE capturé à Nancy en juin 1940.

Lors de la Bataille de France, environ 3 000 UE et UE 2 sont capturées par la Wehrmacht. La plupart fut alors réutilisée immédiatement comme Beutepanzer, sans connaître de modification, après une révision à l'usine AMX d'Issy-les-Moulineaux, sous la supervision du constructeur MAN, servant de tracteurs pour des canons antichars de 37 mm, 50 mm puis même, finalement, 75 mm ou 76,2 mm.
 L'Infanterie UE-Schlepper 630(f) (tracteur d'infanterie), légèrement modifié, servit également au remorquage de canons d'infanterie légers ou lourds. On lui assigna également des missions identiques à celle pour laquelle elle avait été conçue, sous le nom de Munitionsschlepper Renault UE(f) (tracteur à munitions), modèle pour lequel une plaque blindée venait former un toit sur la benne, afin de protéger le chargement contre les éclats d'obus.

Certaines chenillettes furent même modifiées pour devenir des canons automoteurs. 

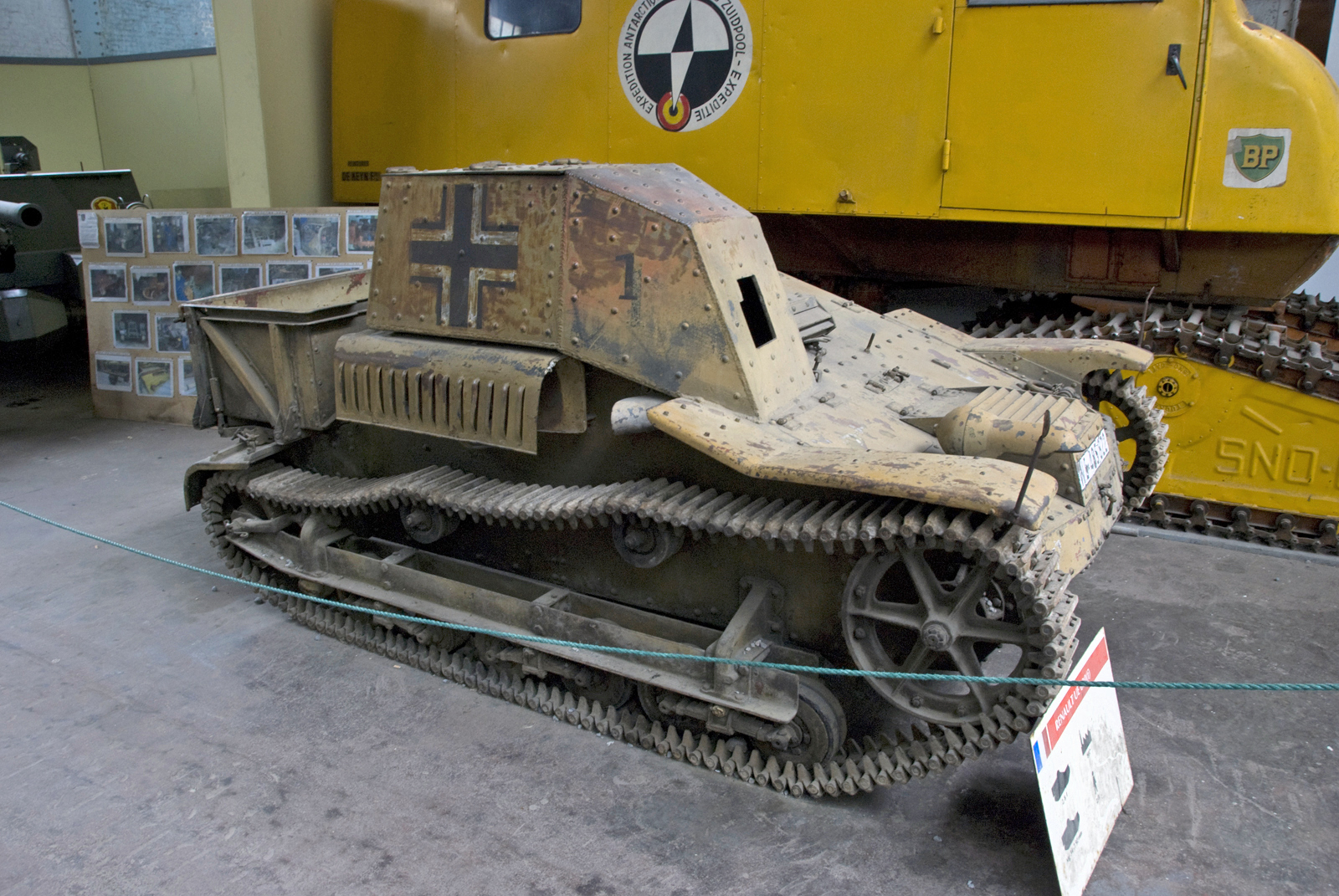
Renault UE2 convertie en une Gepanzerte-MG-Träger Renault UE(f) (automitrailleuse blindée). Cet exemplaire, exposé à Bruxelles, arbore toujours ses couleurs allemandes d'origine.

Un PaK 36 de 37 mm était alors ajouté juste devant la benne. Comme il n'y avait pas de place pour l'équipage dans un si petit véhicule, le canon devait être servi en se tenant debout derrière lui. Toutefois, près de 700 de ces Selbstfahrlafette für 3.7cm Pak36 auf Renault UE(f) furent construits en 1941. Les dernières modifications en 1943 virent les UE équipées de quatre Wurfrahmen 40, rampes de lancement pour roquettes de 28 à 32 cm : quarante de ces Selbstfahrlafette für 28/32cm Wurfrahmen auf Infanterie-Schlepper UE(f) (lance-roquettes multiples), furent construits selon deux versions, l'une avec les rampes de chaque côté de la coque, l'autre avec une plateforme montée sur l'arrière de la caisse.
Parmi les autres versions proposées par l'ingénierie allemande :
- le Mannschaftstransportwagen Renault UE(f) (véhicule de transport de troupes), dont deux versions furent produites ;
- la Gepanzerte-MG-Träger Renault UE(f) (automitrailleuse blindée), simple ajout d'une superstructure blindée au-dessus du poste du chef de char, embarquant une mitrailleuse ;
- le Schneeschleuder auf Renault UE(f), chasse-neige, 50 exemplaires modifiés en 1942 ;
- la Schneefräser auf Renault UE(f) (souffleuse à neige, véhicule destiné au combat lors de chutes de neige exceptionnelles sur le Front de l'Est, mais s'apparentant plus à un engin de déneigement ;
- le Fernmeldekabel-Kraftwagen Renault UE(f) (véhicule poseur de ligne téléphonique) ;
- le Panzerkampfwagen-Attrappe auf UE(f) (leurre blindé), faux tank servant pour les besoins de l'entraînement, déguisé en T-34 soviétique.

- Plus complexe, le Sicherungsfahrzeug UE(f), véhicule de sécurité pour les aérodromes produit pour la Luftwaffe qui, en plus d'une casemate pour une MG 34 de 7,92 mm installée à droite, disposait d'une superstructure très fortement blindée à l'arrière gauche, permettant à un garde de s'installer avec une mitrailleuse lourde de 13 mm MG 131.
- Enfin, parmi ces conversions lourdes, le Kleiner Funk- und Beobachtungspanzer auf Infanterie-Schlepper UE(f) (blindé léger de radio et d'observation monté sur tracteur d'infanterie), destiné à guider les tirs d'artillerie, fut construit à une quarantaine d'exemplaires par le Beck-Baukommando et servirent au sein de la 21e Panzerdivision.

### Italie
L'Allemagne fit cadeau à son allié italien de 64 UE et UE 2 en 1941. Celui-ci les utilisa comme ravitailleurs. Quelques exemplaires furent utilisés en Sicile, où certains furent capturés par l'US Army lors de l'Opération Husky en 1943.

### Pologne
Les 1re et 2e Divisions d'Infanterie polonaises stationnées en France en 1939-40 furent équipées de chenillettes UE 2. De plus, la Brigade autonome de chasseurs de Podhale en fut également équipée. Dix-sept exemplaires de ces chenillettes se retrouvèrent au Royaume-Uni après l'annulation de la mission de la brigade autonome en Finlande en 1940. Elles furent alors utilisées par le Perth Reconnaissance Battalion des Canadiens du Perth Regiment puis comme véhicule d'entraînement pour les pilotes de char du 3e régiment de la 16e brigade blindé polonaise.